# Арена Анненки
«Аре́на А́нненки» — футбольный стадион в Калуге, является домашним для футбольного клуба «Калуга» и для команды дублёров этого клуба, выступающей в чемпионате Калуги. Также стадион является самым новым из всех стадионов зоны «Центр» Профессиональной Футбольной Лиги. Всего на нём с 1987 года было проведено 138 матчей.

## История
До 2009 года на месте нового стадиона стояла старая арена ДЮСШ «Анненки». Так же как и «Арена Анненки», она имела легкоатлетические дорожки и одну трибуну с деревянными сидениями. После получения ФК «Калуга» профессионального статуса в 2009 году, ему стал нужен более современный стадион. В этом же году поле стадиона было полностью реконструировано и сделано искусственным, а деревянная трибуна была заменена на бетонную, после чего арена была заново открыта.
После реконструкции у арены появились четыре трибуны: южная — 1745 мест, северная (большая и малая) на 820 мест и восточная (за воротами) на 1000 мест. Общее количество зрительских мест ─ 3565.
Одним из недостатков стадиона является то, что с восточной трибуны недостаточно хорошо просматривается поле, отчасти из-за сетки, защищающей зрителей от мяча.
Внутри южной трибуны для футболистов предусмотрена раздевалка, а для зрителей — туалет и буфет. Недалеко от основной арены находится тренировочное поле, также с искусственным покрытием. Здесь же находится гостиница и автомобильная парковка.
В Калуге построен новый стадион «Спутник» (500 зрителей), послуживший тренировочной базой для одной из сборных ─ Сенегала ─ на время участия в Чемпионате Мира по футболу 2018. В настоящий момент новая арена передана ФК «Калуга».